# 藤原弘達のグリーン放談
『藤原弘達のグリーン放談』（ふじわらひろたつのグリーンほうだん）は、テレビ東京系列で放送されていたゴルフ＆トーク番組。

## 概要
評論家の藤原弘達が司会を務めた番組で、毎回政財界のトップを走るキーマンにゲスト出演してもらい、藤原とゴルフのラウンドを楽しみながら経営のノウハウや苦労話、またその人となりや素顔に迫る対談をしてもらっていた。出演したゲストには参加賞としてサントリーの高級ウィスキーを贈呈していた。
藤原が病気で降板した後は小池ユリ子が司会を務めるようになり、以後は『グリーン放談2』と題して放送された。
番組のオープニングテーマは、THE SQUAREの『Show Dance』（アルバム「MIDNIGHT LOVER」に収録）

## 放送時間
時刻はいずれもJST。
- テレビ東京系列（テレビ愛知を除く）
  - 毎週土曜 17:30 - 18:00 （放送開始から1983年3月26日まで）
  - 毎週日曜 09:00 - 09:30 （1983年4月3日から放送終了まで）
- テレビ愛知
  - 毎週土曜 11:30 - 12:00 （1989年9月まで）
  - 毎週土曜 09:00 - 09:30 （1989年10月以降） - 11時30分枠で『プロ野球列伝〜不滅のヒーローたち〜』がスタートするのに伴い、9時00分枠へ移動。

### 系列外ネット局
- 岐阜放送
  - 毎週日曜 9:00 - 9:30（テレビ東京から同時ネット。ただし岐阜トヨタの1社提供）
- 三重テレビ
  - 毎週日曜 13:30 - 14:00
- 新潟総合テレビ
  - 毎週日曜 6:10 - 6:35
- 北日本放送
  - 毎週日曜 6:00 - 6:30、1990年10月7日ネット開始[1]

## 関連書籍
いずれも学習研究社から発売。
- 藤原弘達のグリーン放談 1 臨機応変（1986年8月1日発売、ISBN 4-05-102293-5）
- 藤原弘達のグリーン放談 2 自由闊達（1986年8月1日発売、ISBN 4-05-102294-3）
- 藤原弘達のグリーン放談 3 熟慮断行（1986年8月1日発売、ISBN 4-05-102295-1）
- 藤原弘達のグリーン放談 4 勇往邁進（1986年10月1日発売、ISBN 4-05-102339-7）
- 藤原弘達のグリーン放談 5 豪放磊落（1986年10月1日発売、ISBN 4-05-102340-0）
- 藤原弘達のグリーン放談 6 天真爛漫（1987年2月1日発売、ISBN 4-05-102341-9）
- 藤原弘達のグリーン放談 7 大胆不敵（1987年2月1日発売、ISBN 4-05-102342-7）
- 藤原弘達のグリーン放談 8 虚心坦懐（1987年4月1日発売、ISBN 4-05-102343-5）
- 藤原弘達のグリーン放談 9 縦横無尽（1987年9月1日発売、ISBN 4-05-102634-5）
- 藤原弘達のグリーン放談 10 風林火山（1988年7月1日発売、ISBN 4-05-102635-3）